# Sztylet zecerski

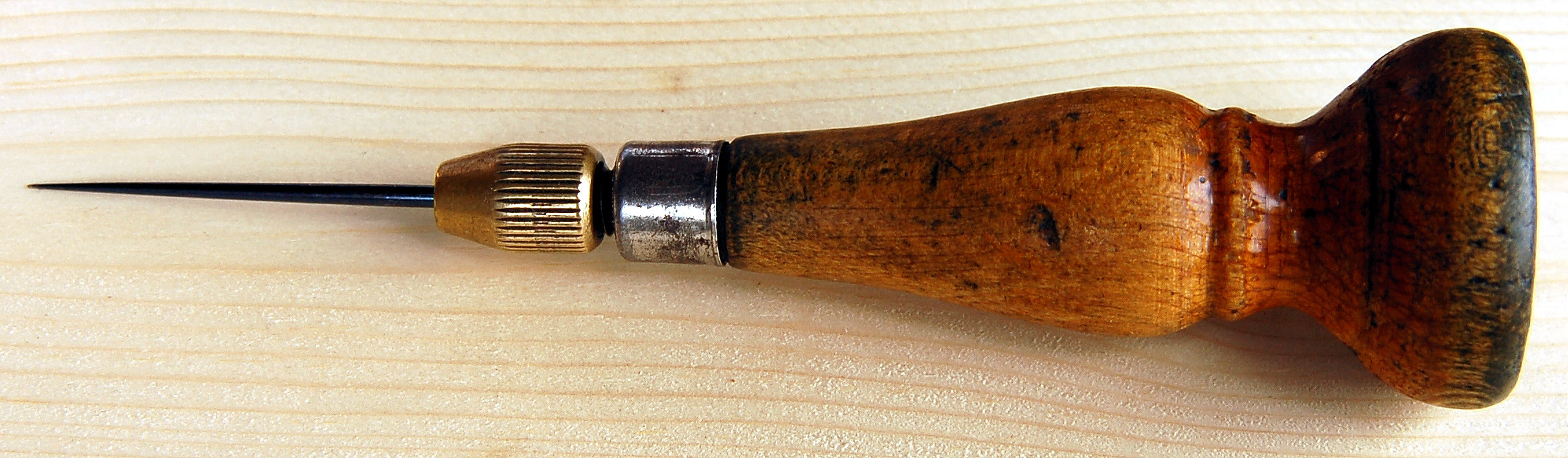
Sztylet zecerski

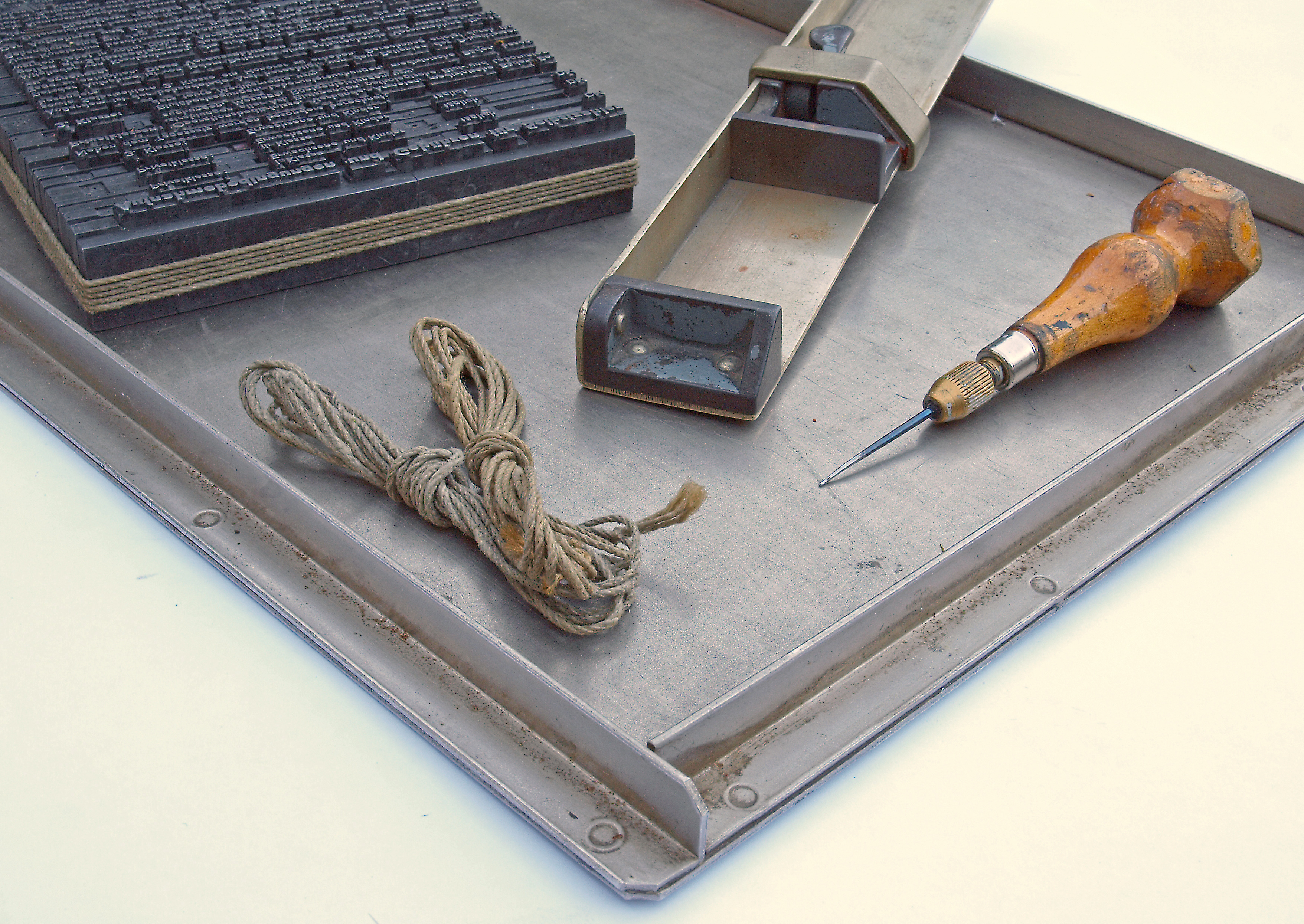
Sztylet zecerski i inne narzędzia (szufelka, wierszownik, sznur) oraz poskładana szpalta

Sztylet zecerski (w żargonie – szpilorek) – podstawowe narzędzie zecera, gruby szpikulec z drewnianą rękojeścią zakończoną na płasko. Ułatwiał on wstawianie bądź wyjmowanie czcionek i wierszy ze składu zecerskiego.